# Boxe nos Jogos Olímpicos de Verão de 1984
O boxe nos Jogos Olímpicos de Verão de 1984 foi disputado no Memorial Sports Arena em Los Angeles, nos Estados Unidos. Doze categorias integraram o programa da modalidade entre 29 de julho e 11 de agosto.

## Eventos do boxe
Masculino: Peso mosca-ligeiro | Peso mosca | Peso galo | Peso pena | Peso leve | Peso meio-médio-ligeiro | Peso meio-médio | Peso super-médio | Peso médio | Peso meio-pesado | Peso pesado | Peso super-pesado

## Peso mosca-ligeiro (-48 kg)
| Pos. | País                 | Atletas           |
| ---- | -------------------- | ----------------- |
|      | Estados Unidos (USA) | Paul Gonzales     |
|      | Itália (ITA)         | Salvatore Todisco |
|      | Venezuela (VEN)      | Marcelino Bolivar |
|      | Zâmbia (ZAM)         | Keith Mwila       |

## Peso mosca (até 51 kg)
| Pos. | País                 | Atletas            |
| ---- | -------------------- | ------------------ |
|      | Estados Unidos (USA) | Steve McCrory      |
|      | Iugoslávia (YUG)     | Redzep Redzepovski |
|      | Turquia (TUR)        | Eyüp Can           |
|      | Quênia (KEN)         | Ibrahim Bilali     |

## Peso galo (até 54 kg)
| Pos. | País                       | Atletas         |
| ---- | -------------------------- | --------------- |
|      | Itália (ITA)               | Maurizio Stecca |
|      | México (MEX)               | Héctor López    |
|      | Canadá (CAN)               | Dale Walters    |
|      | República Dominicana (DOM) | Pedro Nolasco   |

## Peso pena (até 57 kg)
| Pos. | País                 | Atletas            |
| ---- | -------------------- | ------------------ |
|      | Estados Unidos (USA) | Meldrick Taylor    |
|      | Nigéria (NGR)        | Peter Konyegwachie |
|      | Venezuela (VEN)      | Omar Catari        |
|      | Turquia (TUR)        | Türgüt Aykaç       |

## Peso leve (até 60 kg)
| Pos. | País                 | Atletas              |
| ---- | -------------------- | -------------------- |
|      | Estados Unidos (USA) | Pernell Whitaker     |
|      | Porto Rico (PUR)     | Luis Ortiz           |
|      | Coreia do Sul (KOR)  | Chun Chil-Sung       |
|      | Camarões (CMR)       | Martin Ndongo-Ebanga |

## Peso meio-médio-ligeiro (até 63,5 kg)
| Pos. | País                 | Atletas          |
| ---- | -------------------- | ---------------- |
|      | Estados Unidos (USA) | Jerry Page       |
|      | Tailândia (THA)      | Dhawee Umponmaha |
|      | Romênia (ROM)        | Mircea Fulger    |
|      | Iugoslávia (YUG)     | Mirko Puzović    |

## Peso meio-médio (até 67 kg)
| Pos. | País                 | Atletas       |
| ---- | -------------------- | ------------- |
|      | Estados Unidos (USA) | Mark Breland  |
|      | Coreia do Sul (KOR)  | An Young-Su   |
|      | Finlândia (FIN)      | Joni Nyman    |
|      | Itália (ITA)         | Luciano Bruno |

## Peso super-médio (até 71 kg)
| Pos. | País                     | Atletas           |
| ---- | ------------------------ | ----------------- |
|      | Estados Unidos (USA)     | Frank Tate        |
|      | Canadá (CAN)             | Shawn O'Sullivan  |
|      | França (FRA)             | Christophe Tiozzo |
|      | Alemanha Ocidental (FRG) | Manfred Zielonka  |

## Peso médio (até 75 kg)
| Pos. | País                 | Atletas            |
| ---- | -------------------- | ------------------ |
|      | Coreia do Sul (KOR)  | Shin Joon-Sup      |
|      | Estados Unidos (USA) | Virgil Hill        |
|      | Porto Rico (PUR)     | Aristides González |
|      | Argélia (ALG)        | Mohamed Zaoui      |

## Peso meio-pesado (até 81 kg)
| Pos. | País                 | Atletas           |
| ---- | -------------------- | ----------------- |
|      | Iugoslávia (YUG)     | Anton Josipovic   |
|      | Nova Zelândia (NZL)  | Kevin Barry       |
|      | Estados Unidos (USA) | Evander Holyfield |
|      | Argélia (ALG)        | Mustapha Moussa   |

## Peso pesado (até 91 kg)
| Pos. | País                 | Atletas           |
| ---- | -------------------- | ----------------- |
|      | Estados Unidos (USA) | Henry Tillman     |
|      | Canadá (CAN)         | Willie DeWit      |
|      | Itália (ITA)         | Angelo Musone     |
|      | Países Baixos (NED)  | Arnold Vanderlyde |

## Peso super-pesado (+ 91 kg)
| Pos. | País                 | Atletas           |
| ---- | -------------------- | ----------------- |
|      | Estados Unidos (USA) | Tyrell Biggs      |
|      | Itália (ITA)         | Francesco Damiani |
|      | Grã-Bretanha (GBR)   | Robert Wells      |
|      | Iugoslávia (YUG)     | Aziz Salihu       |

## Quadro de medalhas do boxe
| Ordem | País                     | Medalha de ouro | Medalha de prata | Medalha de bronze | Total |
| ----- | ------------------------ | --------------- | ---------------- | ----------------- | ----- |
| 1     | USA Estados Unidos       | 9               | 1                | 1                 | 11    |
| 2     | ITA Itália               | 1               | 2                | 2                 | 5     |
| 3     | YUG Iugoslávia           | 1               | 1                | 2                 | 4     |
| 4     | KOR Coreia do Sul        | 1               | 1                | 1                 | 3     |
| 5     | CAN Canadá               | 0               | 2                | 1                 | 3     |
| 6     | PUR Porto Rico           | 0               | 1                | 1                 | 2     |
| 7     | MEX México               | 0               | 1                | 0                 | 1     |
| 7     | NGR Nigéria              | 0               | 1                | 0                 | 1     |
| 7     | NZL Nova Zelândia        | 0               | 1                | 0                 | 1     |
| 7     | THA Tailândia            | 0               | 1                | 0                 | 1     |
| 11    | ALG Argélia              | 0               | 0                | 2                 | 2     |
| 11    | TUR Turquia              | 0               | 0                | 2                 | 2     |
| 11    | VEN Venezuela            | 0               | 0                | 2                 | 2     |
| 14    | FRG Alemanha Ocidental   | 0               | 0                | 1                 | 1     |
| 14    | CMR Camarões             | 0               | 0                | 1                 | 1     |
| 14    | FIN Finlândia            | 0               | 0                | 1                 | 1     |
| 14    | FRA França               | 0               | 0                | 1                 | 1     |
| 14    | GBR Grã-Bretanha         | 0               | 0                | 1                 | 1     |
| 14    | NED Países Baixos        | 0               | 0                | 1                 | 1     |
| 14    | KEN Quênia               | 0               | 0                | 1                 | 1     |
| 14    | DOM República Dominicana | 0               | 0                | 1                 | 1     |
| 14    | ROM Romênia              | 0               | 0                | 1                 | 1     |
| 14    | ZAM Zâmbia               | 0               | 0                | 1                 | 1     |